# De Classenske Boliger
De Classenske Boliger på Frederiksberg blev opført 1866-1881 af Det Classenske Fideicommis, der var (og stadig er) en filantropisk fond. Arkitekt var stiftelsens faste arkitekt Vilhelm Tvede. Det var "sunde arbejderboliger", der strakte sig fra Godthåbsvej til det nuværende Nyelandsvej, og mod Langelandsvej og Yrsavej. Fideikommiset havde købt ca. 6 tdr. land fra justitsråd Nyelands ejendom Sindshvile. Det blev en hel bydel. Der blev oprettet 4 rækker af lejligheder i 2 etager, og lejlighederne var små. Det blev til 24 langhuse i gule mursten med boliger for 378 familier. Lejlighedstyperne var 1-, 1½- og 2-værelses lejligheder – alle med eget køkken ca. 4 kvm. og ca. 12-15 kvm. store værelser. Der var intet toilet, og rent vand skulle man selv hente, og det beskidte vand skulle man også selv bære ud. Det udviklede sig til en ”rotterede”.
Toiletterne var anbragt to og to i små bygninger ved husenes gavle, hvilket gav fire klosetter til 16 lejligheder. Hvert hus fik tildelt en lille havelod. På en central plads midt i byggeriet anlagdes et stort fælleshus, kedelrum og vaskeri samt forskellige butikker, hvor beboerne kunne købe daglige fornødenheder. Desuden fandtes der et børneasyl. I 1880 blev en kirke – Classerkirken – tilføjet til bebyggelsen. Den blev nedrevet i 1911 og erstattet af Godthaabskirken.
I 1867 kunne de første lejere flytte ind i boligerne, der havde lave huslejer. I 1880 boede der 1.288 personer i bebyggelsen voksende til 1.655 i 1895. Men i tidens løb blev det et rent fattigkvarter. I 1906 var 40% af husstandene i De classenske Boliger "uden mandligt familieoverhoved". Efterhånden blev bebyggelsen en torn i øjet på Frederiksberg Kommune, som i 1909 opkøbte stedet til nedrivning. Samtidig med salget reserverede Fideikommiset 75.000 kr. til opførelse af en ny kirke, Godthaabskirken, på en grund, skænket af proprietær, exam.juris. H.I. Nyeland.
Nedrivningen kom dog til at tage mange år pga. boligmangelen under 1. verdenskrig, og den sidste nedrivning skete i 1959. På stedet blev Frederiksberg Svømmehal indviet i 1934 og bebyggelsen Godthåbs Have bygget (1941-45). Nu hedder stedet Aksel Møllers Have.
En del af materialerne fra nedrivningen blev genbrugt af arkitekt Sigurd Tanggaard til at bygge 48 længehuse på Einar-Jensens Vænge ved Finsensvej. Disse huse blev revet ned i 2005.
De Classenske Boliger blev i sin tid opført i det vi i dag kalder Svømmehalskvarteret. Fra at være en ”rotterede” har stedet nu udviklet sig til et mondænt område med cafeer og metrostation Aksel Møllers Have Station. 